# Gamia (Benin)
Gamia ist eine Stadt und ein Arrondissement im Departement Borgou im westafrikanischen Staat Benin. Es ist eine Verwaltungseinheit, die der Gerichtsbarkeit der Kommune Bembèrèkè untersteht.

## Demografie und Verwaltung
Gemäß der Volkszählung 2013 des beninischen Statistikamtes INSAE hatte das Arrondissement 30.522 Einwohner, davon waren 15.075 männlich und 15.447 weiblich.
Von den 58 Dörfern und Quartieren der Kommune Bembèrèkè entfallen 13 auf Gamia:
1. Baoura
2. Bèrèkè-Gando
3. Bèrèkè-Gourou
4. Bouay
5. Bouri
6. Dantcha
7. Gamia-Ouest
8. Gamia-Est
9. Ganro
10. Guessou-Nord
11. Kpébéra
12. Mani-Boké
13. Timbouré